# Mette Buchardt
Mette Buchardt (født 19. januar 1969) er en dansk professor i uddannelsesforskning og pædagogik ved Aalborg Universitet.

## Uddannelse
Mette Buchardt blev i 1995 cand.theol fra Københavns Universitet. I 2008 opnåede hun sin ph.d.-grad i teoretisk pædagogik også fra Københavns Universitet.

## Karriere
Mette Buchardt blev i 2018 ansat som professor i uddannelsesforskning og pædagogik ved Institut for Læring og Filosofi ved Aalborg Universitet. Her står hun i spidsen for en 30 mand stor forskningsgruppe, der forsker i uddannelse- og evaluering. I sin forskning beskæftiger hun sig hovedsageligt med migration, kultur og interkulturel uddannelse på tværs af uddannelsessystemet, med religion, moral og kirke og statsrelationer, samt med internationalisering og transnationale perspektiver på uddannelse både historisk og nutidigt.
Mette Buchardt er desuden specialist i de nordiske velfærdstaters uddannelseshistorie og i forholdet mellem religion, stater og uddannelses- og dannelsespolitikker historisk og nutidigt.